# St. Clemens (Hiltrup)

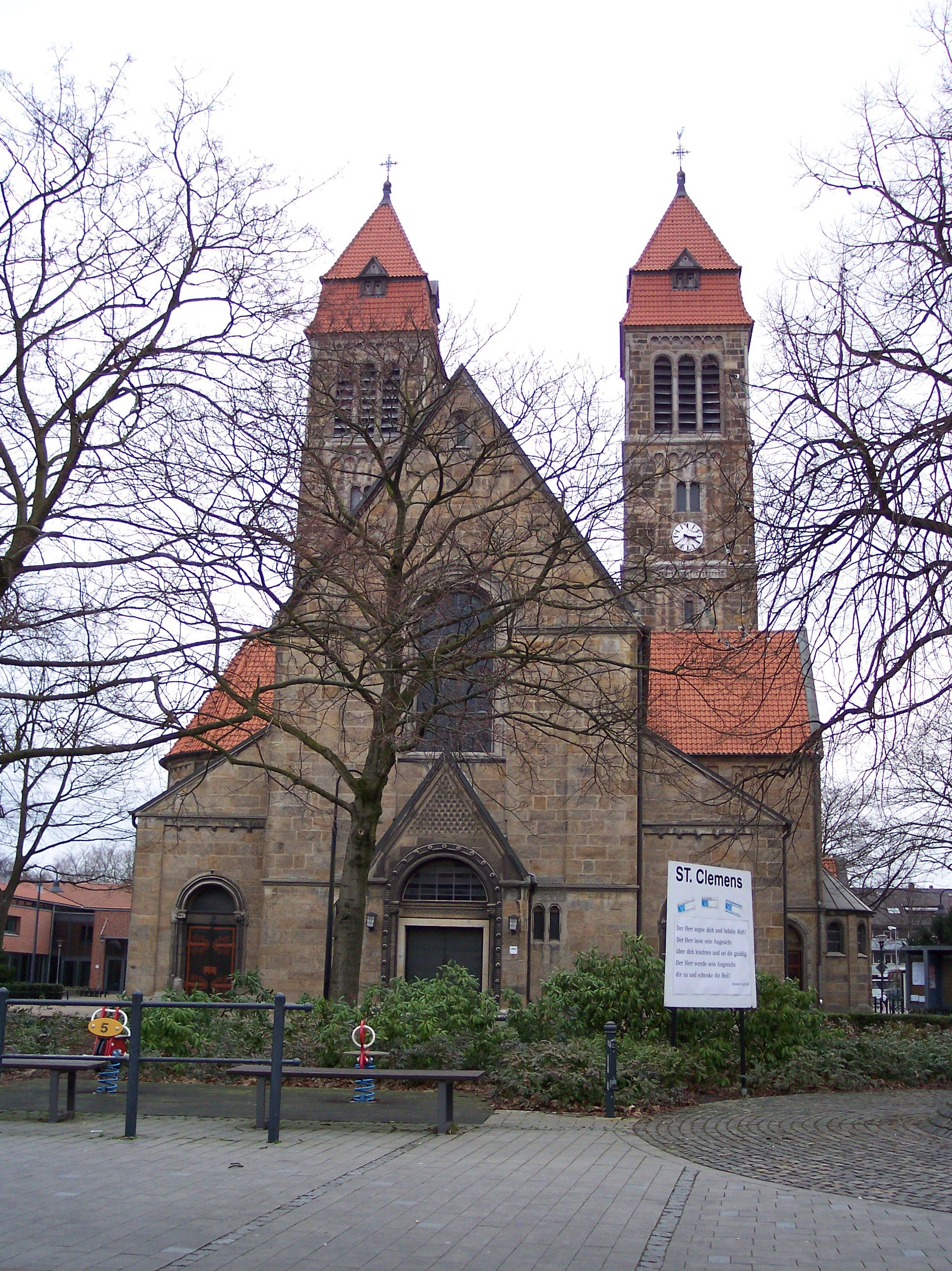
Blick auf die St.-Clemens-Kirche

Die katholische Pfarrkirche St. Clemens ist ein denkmalgeschütztes Kirchengebäude in Hiltrup, einem Stadtbezirk der kreisfreien Stadt Münster in Nordrhein-Westfalen. Ihre Pfarrgemeinde gehört zum Stadtdekanat Münster des Bistums Münster.

## Geschichte und Architektur
Die Kirche wurde 1913 nach Plänen des Architekten Ludwig Becker erbaut, sie ist der ebenfalls von Becker erbauten Marienkirche in Warendorf nicht unähnlich. Es handelt sich dabei um eine dreischiffige Basilika, deren Chorapsis nach Norden zeigt, mit zwei quadratischen Chorflankentürmen, die ca. 45 m hoch sind.

## Orgel
Die Orgel wurde 2007 von der Orgelbaufirma Romanus Seifert (Kevelaer) erbaut. Das Schleifladen-Instrument ist im französisch-romantischen Stil disponiert, verfügt aber auch über einige Register für die Darstellung älterer Orgelmusik. Es hat 33 Register auf drei Manualen und Pedal (die Nummerierung entspricht derjenigen am Spieltisch). Sämtliche Register des Positifs (II. Manual) werden über Wechselschleifen aus der Grand Orgue generiert. Die Manubrien sind als horizontal zu bewegende Hebel angelegt; am Spieltisch befinden sich die Züge von Grand Orgue und Pedal in einer Reihe übereinander links, die des Récit expressif sind entsprechend rechts angeordnet. Die Registerhebel der Wechselschleifen-Register des Hauptwerkes haben drei „Stellungen“: nach rechts bewegt sind sie auf dem I. Manual spielbar, nach links bewegt auf dem II. Manual und in der Mittelstellung (Aus) entsprechen sie den übrigen Hebeln im Abgestoßenen Zustand. Die Spiel- und Registertrakturen sind mechanisch. Die beiden Tremulanten für Hauptwerk/Positif und Récit sind als Fußtritte angelegt. Zudem gibt es zwei Appels (Fonds, Anches Récit) und eine feste Kombination (Choralforte), jeweils als Fußtritte.
| I Grand Orgue C–g3 |                    |           |   |
| 01.                | Bourdon            | 16′       |   |
| 02.                | Montre             | 08′       | W |
| 03.                | Flûte harmonique 0 | 08′       |   |
| 04.                | Salicional         | 08′       | W |
| 05.                | Flûte à cheminée   | 08′       | W |
| 06.                | Prestant           | 04′       | W |
| 07.                | Flûte conique      | 04′       | W |
| 08.                | Quint              | 03′       | W |
| 09.                | Doublette          | 02′       | W |
| 10.                | Tierce             | 01 3⁄5′ 0 | W |
| 11.                | Fourniture IV      | 02′       |   |
| 12.                | Cymbale II         | 01 ⁄3′    | W |
| 13.                | Trompette          | 08′       | W |
| 14.                | Clarinette         | 08′       | W |
|                    | Tremblant          |           |   |

| III Récit expressif C–g3 |                        |         |
| 21.                      | Diapason               | 08′     |
| 22.                      | Bourdon                | 08′     |
| 23.                      | Gambe                  | 08′     |
| 24.                      | Voix céleste           | 08′     |
| 25.                      | Prestant               | 04′     |
| 26.                      | Flûte octaviante       | 04′     |
| 27.                      | Nasard                 | 03′     |
| 28.                      | Octavin                | 02′     |
| 29.                      | Tierce                 | 01 3⁄5′ |
| 30.                      | Basson                 | 16′     |
| 31.                      | Trompette harmonique 0 | 08′     |
| 32.                      | Hautbois               | 08′     |
| 33.                      | Clairon harmonique     | 04′     |
|                          | Tremblant              |         |

| Pédale C–f1 |             |     |
| 15.         | Soubbasse 0 | 16′ |
| 16.         | Flûte       | 08′ |
| 17.         | Bourdon     | 08′ |
| 18.         | Flûte       | 04′ |
| 19.         | Bombarde    | 16′ |
| 20.         | Trompette   | 08′ |

- Koppeln (Nr. 34-39): III/I, II/I, III/II, III/P, II/P, I/P
- Anmerkung:

W = Register auf Wechselschleife, auf dem zweiten Manual (Positif) spielbar

## Brauchtum
In Hiltrup gab es früher bei Prozessionen das sogenannte „Torsten-Tragen“. Eine Torste ist schmückendes Beiwerk der Kommunionkinder.

## Glocken
Das eher bescheidene Geläut besteht aus drei Bronzeglocken mit den Tönen fis', a' und h', gegossen 1946 von Petit & Edelbrock in Gescher.